# فيروس ميجا
ميجا فيروس  هو جنس من الفيروسات يندرج تحته نوع واحد فقط يسمى «ميجا فيروس شيلينسس».
سميت الميجا فيروس بهذا الاسم لانها أكبر الفيروسات حجما حتى الآن، كما انها تمتلك أكبر وأكثر الجينومات تعقيدا بين كل الفيروسات المكتشفة إلى يومنا هذا.

## الاكتشاف
تم فصل الميجا فيروس لأول مرة من عينة ماء مجمعة من ساحل شيلي في أبريل 2010.

## التركيب
يتكون الميجا فيرس من قفيصة بروتينية قطرها 440 نانومتر، محاطة بكبسولة يتراوح سمكها بين 75-100 نانومتر

## الجينوم
جينوم الميجا فيروس هو جزيء خطي ذو طاقين من الحمض النووي الريبوزي منقوص الأوكسجين، يمتلك 1,259,197 زوج من القواعد النتيروجينية. وبالتالي يصبح هو أكبر جينوم فيروسي حتى الآن حيث يتفوق على ثاني أكبر جينوم فيروسي الا وهو ماما فيروس ب 67,500 زوج من القواعد.